# Hugo Murero
Hugo Murero (* 13. März 1906 in Wiener Neustadt; † 30. Januar 1968) war ein deutscher Basketballtrainer und Sportjournalist.

## Leben und Wirken
Vom 1. Oktober 1930 bis 30. September 1939 war er in der Reichswehr als Sportlehrer beschäftigt, ab dem 1. Juni 1938 gehörte er im Rang Hauptsturmführer zur SS (SS-Nummer 96.912) und war Mitarbeiter im Amt für Leibesübungen. Zum 1. Mai 1933 trat er der NSDAP bei (Mitgliedsnummer 2.776.195).
Murero kam 1931 in Rom mit Basketball in Berührung und band das Spiel in den Unterricht an der Heeressportschule Wünsdorf ein. Als Wanderlehrer wurde er neben anderen Sportlehrern, die Basketball-Kenntnisse erlangt hatten (zum Beispiel auch Theo Clausen), Mitte der 1930er Jahre mit der Verbreitung des Basketballsports in Deutschland betraut.
Bei den Olympischen Sommerspielen 1936 war er Trainer der deutschen Mannschaft. Zudem war er Basketball-Referent im „Fachamt 4 Handball/Basketball“ des Deutschen Reichsbundes für Leibesübungen. Von 1936 bis 1942 war er Reichstrainer für Basketball.
Ab 1934 arbeitete Murero beim Sender Berlin und ab 1937 bei der Reichsrundfunkgesellschaft (RRG) in Berlin. 1938 berichtete er in einer ersten Basketball-Hörfunkreportage vom Europaturnier in Berlin.
Nachdem im Juli 1940 Truppen der Wehrmacht die französische Stadt Bordeaux besetzt hatten, war Murero bei der dortigen Rundfunkstation Lafayette-PTT mit der Gründung  des „Soldatensenders Bordeaux“ beauftragt. Er war für einige Zeit als Intendant und Sendeleiter dieses Wehrmachtsenders tätig. Murero wurde später wegen seiner Mitarbeit im Amt für Leibesübungen im SS-Hauptamt kritisiert und als völkisch gesinnt bezeichnet.
Murero gehörte zu den Personen, die sich darum bemühten, den Basketballsport nach dem Zweiten Weltkrieg wiederaufzubauen. Beruflich wurde er nach dem Krieg als Journalist beim NWDR tätig und war zeitweilig Betriebsratsvorsitzender.
Er war nach der Aufteilung in Westdeutschen und Norddeutschen Rundfunk der erste Sportchef des WDR, in seine Amtszeit fiel die erste Ausstrahlung der Sendung Sportschau im Juni 1961. 1956 war er Sprecher der Sendung „Die bunte Sportschau“. Er blieb bis 1968 WDR-Sportchef.
Murero machte nach dem Krieg auch Dokumentarfilme für ARD-Sendeanstalten zu nicht den Sport betreffenden Themen.